# پرومستری‌ان
پرومستری‌ان (به انگلیسی: Promestriene) با فرمول شیمیایی C۲۲H۳۲O۲ یک ترکیب شیمیایی با شناسه پاب‌کم ۷۱۷۱۷ است. که جرم مولی آن ۳۲۸٫۴۸۸۲۸ g/mol می‌باشد.